# どっちにしようかな (アルバム)
『どっちにしようかな』は、羊毛とおはなの5枚目のオリジナルアルバム。2009年12月15日にLD&K Recordsから発売された。通算5作目。全曲オリジナルのアルバムとしては『こんにちは。』に次ぐ2作目の作品であり、『こんにちは。』をミニアルバムとすると、フルオリジナルアルバムとしては初めての作品である。

## 解説
旅行をテーマにしていて、全13曲によって、旅行に出て、各地を回り、家に帰ってくるまでのストーリーを表現している。
絵本が付属しており、ジャケットと絵本はjunaidaが手掛けている。

## 収録曲
1. イニミニマニモ
作詞：中村圭佑、作曲：神谷洵平
「イニミニマニモ」は、何かを選ぶときに使われる言葉で、日本語ではこのアルバムのタイトルでもある「どっちにしようかな」に当たる[5]。「イニミニマニモ」というタイトルは、サビの歌詞で悩んでいる時にはなの元マネージャーの中村が「イニミニマニモぐらいしかないよ」と言ったことで採用されるに至った[4]。
2. 逢いにゆこう
作詞・作曲：LilyBOLD、編曲：Gira Mundo
3. 冬の歌
作詞・作曲：市川和則
4. 120分のカセットテープ
作詞・作曲：市川和則
レコーディングは童心に帰るという思いから、神谷洵平、須永、羊毛が上半身裸で行なった。なおイントロのみ公園で録られたという[4]。
5. 白いキャンバス（Band ver.）
作詞：青木里枝、作曲：市川和則
  - 『LIVE IN LIVING '08』収録曲のバンドバージョン。
6. クッキング
作曲：市川和則
包丁のような音は、ウッドベースを叩いて行われた[4]。
7. ピカピカ
  - 作詞・作曲：市川和則
  - 山形放送「ピヨ卵ワイド430」エンディングテーマ
8. 「おやすみ。」（Band ver.）
  - 作詞・作曲：市川和則
  - 『LIVE IN LIVING '09』収録曲のバンドバージョン。
  - BS朝日「しあわせロハス」エンディングテーマ
9. ハンモック
作詞・作曲：千葉はな
J-WAVE「LOHAS SUNDAY」ジングルソング
10. キーラの森（Band ver.）
作詞：中村圭佑、作曲：千葉はな
  - 『LIVE IN LIVING '09』収録曲のバンドバージョン。
11. ただいま、おかえり
作詞・作曲：矢吹香那
  - 鈴木惣一朗プロデュース
  - テレビ朝日「ちい散歩」エンディングテーマ
12. 手をつないで
作詞：春和文、作曲：コリーヌ・ベイリー・レイ、編曲・プロデュース：冨田恵一
13. 帰り道
作詞・作曲：市川和則